# Domena władzy
Domena władzy (ang. Eminent Domain) – kanadyjsko-francusko-izraelski dramat filmowy z 1990 roku w reżyserii Johna Irvina. W Polsce film znany jest też pod alternatywnymi tytułami W matni i Prominent. Zdjęcia kręcono w Gdańsku i Warszawie.

## Opis fabuły
Warszawa, 1979 rok. Głównym bohaterem jest Józef Burski, wpływowy członek partii, a tym samym państwa. Pewnego dnia zostaje bez wiadomego powodu pozbawiony stanowiska, służbowego samochodu i przepustki do biura. Tego samego dnia odwracają się od niego wszyscy koledzy.

## Obsada
- Donald Sutherland – Józef Burski
- Anne Archer – Mira Burska
- Jodhi May – Ewa
- Anthony Bate – Kowal
- Françoise Michaud – Nicole
- Yves Beneyton – Roger
- Denis Fouqueray – dr Marwicz
- Paul Freeman – Benjamin
- Bernard Hepton – Słowak, I sekretarz PZPR
- Paweł Unrug – agent śledzący Burskiego
- Jan Peszek – Pióro
- Andrzej Grabarczyk – Marek, kierowca Burskiego
- Janusz Bukowski – dyrektor Stoczni Gdańskiej
- Sylwia Wysocka – sekretarka Miry
- Joanna Jędryka – Anna, sekretarka Burskiego
- Katarzyna Walter – żona Górskiego
- Krystyna Froelich – Brodska, sąsiadka Burskich
- Maciej Orłoś – strażnik w siedzibie KC PZPR
- Jacek Domański – fotograf na przyjęciu z okazji urodzin Słowaka
- Lech Sołuba – mężczyzna na miejscu wypadku Ewy
- Jerzy Słonka – mężczyzna dobijający się do toalety
- Marek Kondrat – taksówkarz
- Krzysztof Kowalewski – właściciel strzelnicy w lunaparku
- Igor Michalski – robotnik Kowalski
- Witold Dębicki – Karol Grodek
- Marcin Troński – naczelnik więzienia[1]